# ノルウェー王位継承順位

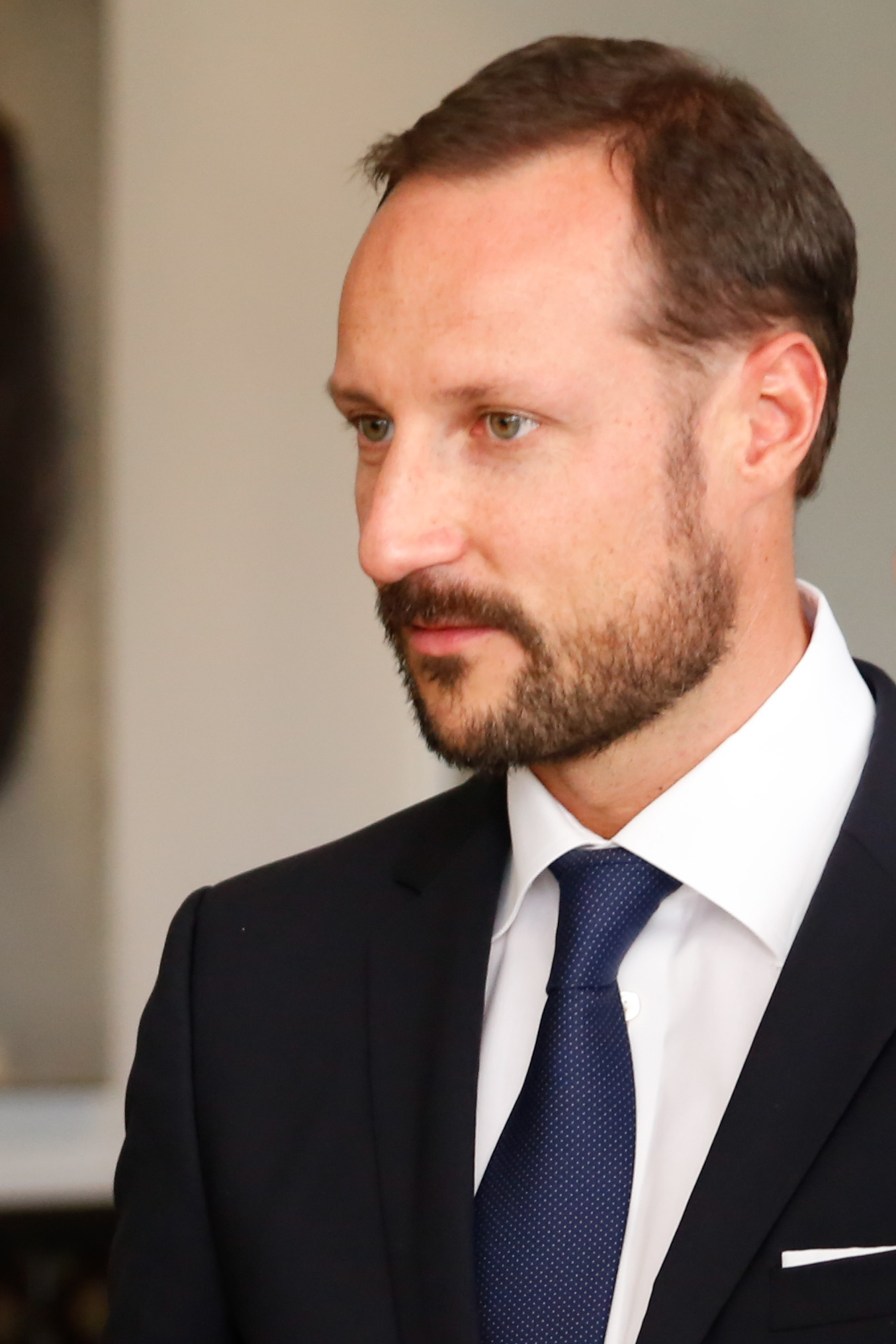
ホーコン王太子

ノルウェーの王位継承順位は、ノルウェー憲法第6条に規定されている。現行の規定は1990年に改正されたものであり、現国王およびその兄弟姉妹の嫡出の子孫について、性別に関係なく長子を優先して法定推定相続人の権利を与える最長子相続制（絶対長子相続制）としている。
ただし、経過措置として、1970年以前に生まれた者については男子のみが王位継承資格を有し、1971年から1989年までに生まれた者については男子優先とする。そのため、現国王ハーラル5世の第1子であるマッタ・ルイーセ王女（1971年生）とその子孫よりも、第2子であるホーコン王太子（1973年生）とその子孫の方が継承順位が早い。また、現国王の姉であるラグンヒル王女（1930年生、2012年没）とアストリッド王女（1932年生）は1970年以前に生まれた女子であるため、その子孫も含めて王位継承権資格がない。
王位継承資格を有する者がいない場合、国王は王位継承者をストーティング（ノルウェー国会）に推薦することができ、ストーティングは、国王の推薦に同意しない場合には王位継承者を選挙することができる（憲法第7条）。国王死去時に王位継承者がいない場合は、ストーティングが王位継承者を選定する（憲法第48条）。
新国王は王位に就いた時に、憲法第9条に基づきストーティングの議員に対して宣誓を行う。

## 王位継承順位
- ハーラル5世国王（1937年生）
  - (1) ホーコン王太子（1973年生）[2][3]

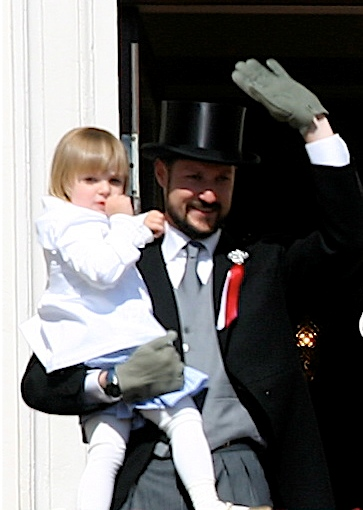
法定推定相続人ホーコン王太子と娘のイングリッド・アレクサンドラ王女

    - (2) イングリッド・アレクサンドラ王女（2004年生）[2][4]
    - (3) スヴェレ・マグヌス王子（2005年生）[2][5]

  - (4) マッタ・ルイーセ王女（1971年生）[2][6]
    - (5)モード・アンゲリカ・ベーン（2003年生）[2]
    - (6)レア・イサドラ・ベーン（2005年生）[2]
    - (7)エマ・タルーラ・ベーン（2008年生）[2]